# Radiosity

En enkel scen som lyser både med och utan radiosity. Notera att ytorna (utan radiosity) som inte är direkt tända (områden i skugga) saknar visuella detaljer och är helt mörka. Observera också att färgen på studsat ljus från radiosity speglar färgen på de ytor den studsade av.

Radiosity är en teknik som används i datorgrafik för att beräkna ljuset i en scen. Tekniken användes ursprungligen för att beräkna hur energi flödar och den kan användas för ljus, värme eller andra energiformer.
Radiosity är en algoritm som bygger på att varje yta i en 3-dimensionell scen delas in i små områden, "patches". För varje område beräknas utgående ljus som en funktion av ingående ljus och ljus som området själv utstrålar. Algoritmen är iterativ och i den första iterationen beräknas ljuset i ett område som det ljus som kommer ifrån ljuskällan. Nästa iteration kommer det även att adderas ljus från andra områden där det ursprungliga ljuset har studsat. Genom dessa iterationer lyses scenen upp mer och mer, och dessutom syns effekter som färgblödning eller "color bleeding". Denna effekt uppstår då ljus studsar på en färgad yta och det ljus som reflekteras påverkas av den färg ytan har. Det innebär att ett objekt som står nära till exempel en röd vägg kommer att få en del rött ljus från väggen och därför bli lite röd på den sidan som är riktad mot väggen.

## Galleri

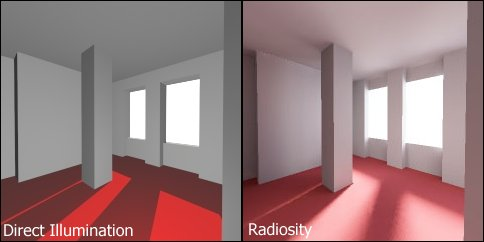
En jämförelse av Radiosity med Direct Illumiation.
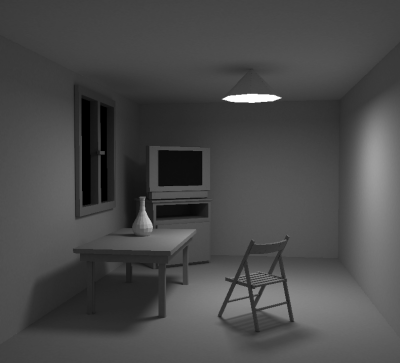
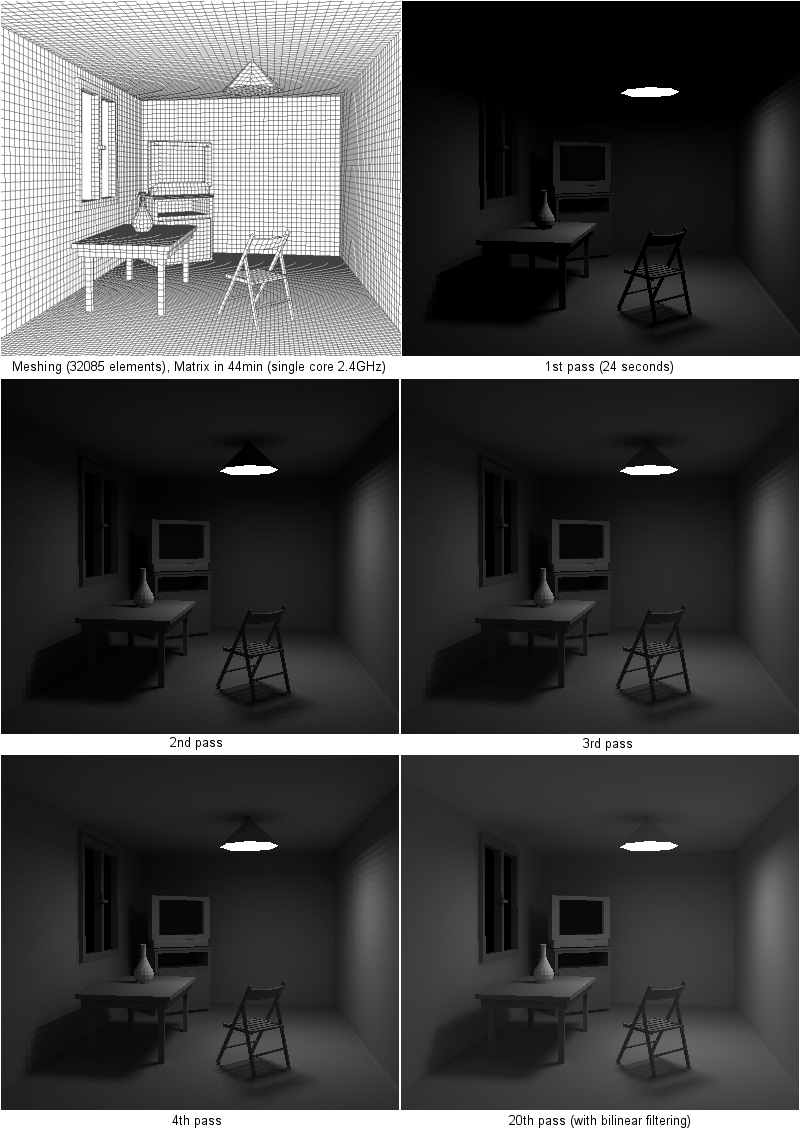
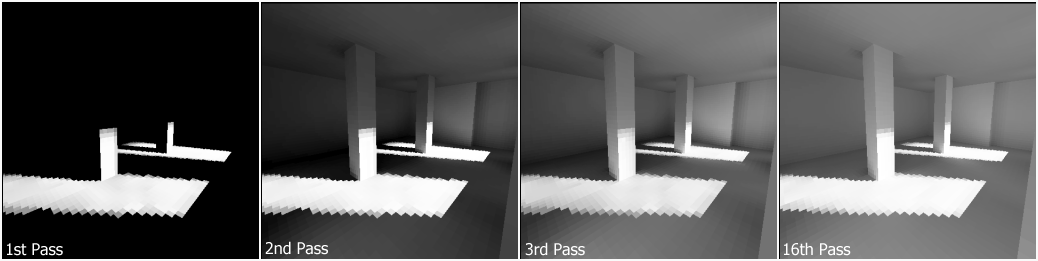
Utvecklingen av en Radiosity algoritm.
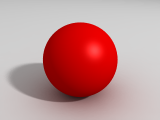
Ett exempel på en Radiosityrendering.
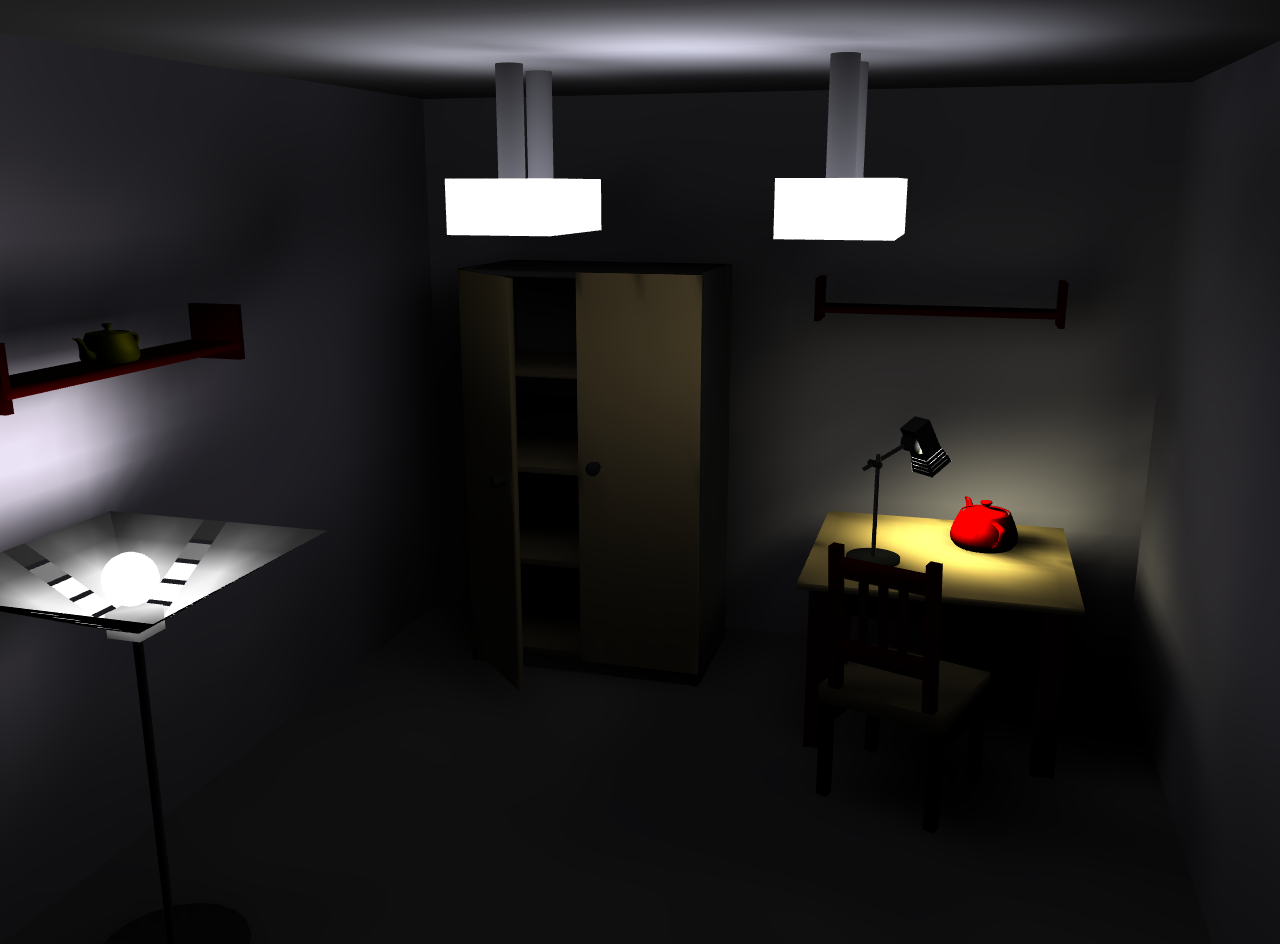
En skärmdump av en scen som renderas med RRV.
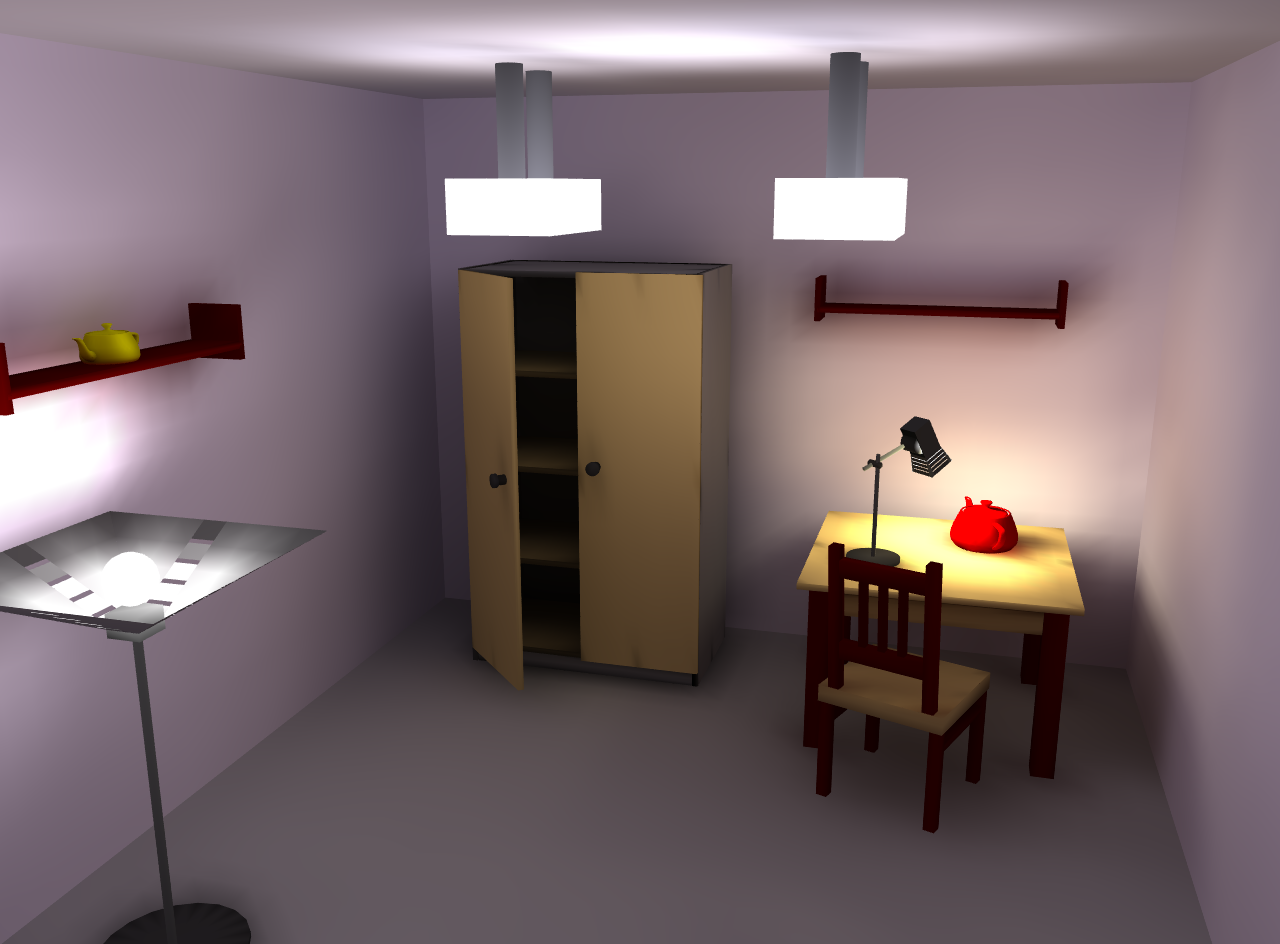
En skärmdump av en scen som renderas med RRV.